# Gerald Lathbury

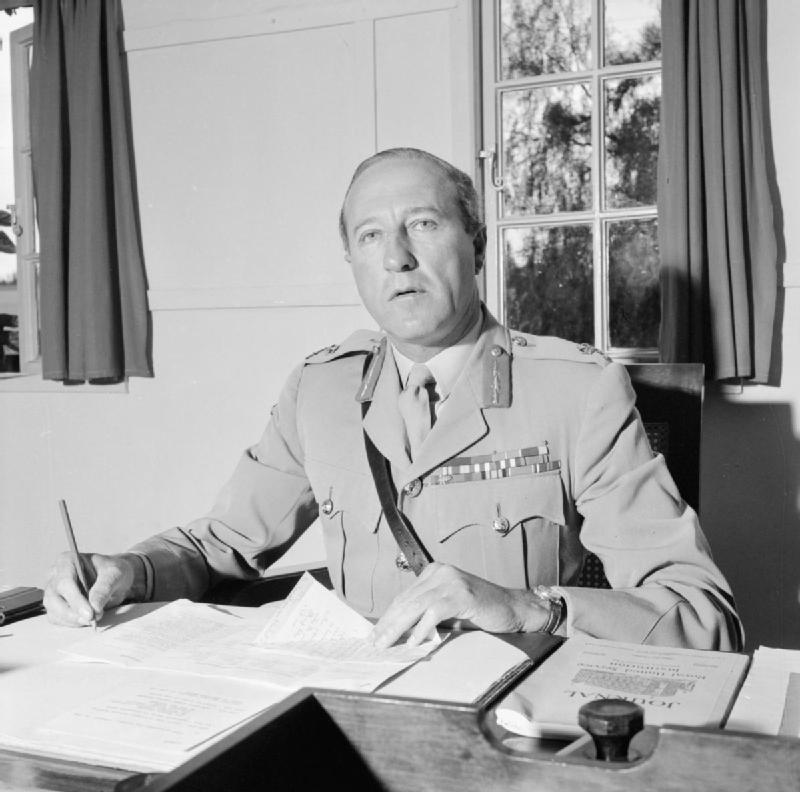
General Gerald William Lathbury

Sir Gerald William Lathbury, GCB, DSO, MBE (* 14. Juli 1906 in Murree, Britisch-Indien, heute: Punjab, Pakistan; † 16. Mai 1978 in Stratfield Mortimer, Berkshire, England) war ein britischer Offizier der British Army, der zuletzt als General zwischen 1961 und 1965 Generalquartiermeister des Heeres (Quartermaster-General to the Forces) war. Im Anschluss war er zwischen 1965 und 1969 Gouverneur von Gibraltar.

## Leben

### Offiziersausbildung und Zweiter Weltkrieg
Gerald William Lathbury, Sohn von Oberst Henry Oscar Lathbury, begann nach dem Besuch des Wellington College in Crowthorne eine Offiziersausbildung am Royal Military Academy Sandhurst (RMAS). Nach deren Abschluss fand er zahlreiche Verwendungen in der British Army, und zwar im Leichten Infanterieregiment Oxfordshire and Buckinghamshire Light Infantry, in der Royal West African Frontier Force sowie im Gold Coast Regiment. Nachdem er zwischen 1936 und 1937 das Staff College Camberley absolviert hatte, wurde er zur 8. Infanteriebrigade (8th Infantry Brigade) der 3. Infanteriedivision (3rd Division) sowie daraufhin zur 48th (South Midland) Division versetzt, ehe eine Verwendung als Kommandeur des 3. Fallschirmjägerbataillons 3 PARA (3rd Battalion, Parachute Regiment) folgte.
Während des Zweiten Weltkrieges war Lathbury zwischen dem 8. Dezember 1942 und dem 25. April 1943 Kommandeur (Commanding Officer) der 3. Fallschirmjägerbrigade (3rd Parachute Brigade). Im Anschluss fungierte er vom 28. April 1943 bis zum 19. September 1944 als Kommandeur der 1. Fallschirmjägerbrigade (1st Parachute Brigade), mit der er am Tunesienfeldzug (April bis Mai 1943), der alliierten Landung auf Sizilien (Operation Husky, 10. Juli bis 17. August 1943) sowie der dortigen Operation Fustian am Simeto (13. bis 16. Juli 1943) teilnahm. Für seine Verdienste wurde er mit dem Distinguished Service Order (DSO) ausgezeichnet. Während der Operation Market Garden nahm er an der Schlacht um Arnheim (17. bis 27. September 1944) teil. Er wurde dabei am 19. September 1944 verwundet und geriet in deutsche Kriegsgefangenschaft, aus der ihm kurz darauf die Flucht gelang. Daraufhin gehörte er mit Major Digby Tatham-Warter zu den Mitorganisatoren der Operation Pegasus, der Überquerung des Rheins bei Renkum in der Nacht vom 22. zum 23. Oktober 1944. Im Anschluss war er zwischen dem 23. Oktober 1944 und dem 1. Juni 1945 als Kommandeur der 1. Fallschirmjägerbrigade in Nordwesteuropa eingesetzt.

### Nachkriegszeit, General und Gouverneur von Gibraltar
Nach Kriegsende wurde Gerald Lathbury am 2. Juli 1945 wieder Kommandeur der im britischen Mandatsgebiet Palästina stationierten 3. Fallschirmjägerbrigade, ehe er als Generalmajor (Major-General) im Dezember 1948 Generalmajor Robert Urquhart als Kommandierender General GOC (General Officer Commanding) der 16. Luftlandedivision (16th Airborne Division) ablöste. Er verblieb auf diesem Posten bis Oktober 1951, woraufhin Generalmajor Geoffrey Bourne seine Nachfolge antrat. Er selbst löste daraufhin im November 1951 Generalmajor Alfred Dudley Ward als Kommandant des Staff College Camberley ab und übte diese Funktion bis zu seiner Ablösung durch Generalmajor Charles Phibbs Jones im Januar 1954 aus. Daraufhin wurde er im Januar 1954 Nachfolger von Generalmajor Alexander Douglas Campbell Vice-Adjutant General und war als solcher bis zu seiner Ablösung durch Generalmajor Edric Bastyan im  für das Heerespersonalwesen im Kriegsministerium (War Office) zuständig.
Im Mai 1955 wurde Generalleutnant (Lieutenant-General) Lathbury Nachfolger von General George Erskine als Oberkommandierender des Ostafrika-Kommandos (General Officer Commanding-in-Chief, East Africa Command) und verblieb auf diesem Posten bis Juli 1957, woraufhin Generalmajor Nigel Tapp seine Nachfolge antrat. Während dieser Zeit wurde er am 31. Mai 1956 zum Knight Commander des Order of the Bath (KBE) geschlagen und führte fortan den Namenszusatz „Sir“. Im November 1957 löste er Generalleutnant James Cassels als Generaldirektor der Abteilung für Militärische Ausbildung (Director-General of Military Training) im Kriegsministerium ab und übte diese Funktion bis zu seiner Ablösung durch Generalleutnant John d’Arcy Anderson im Dezember 1959.
Gerald Lathbury selbst löste als General im Januar 1960 abermals General James Cassels als Oberkommandierender des Heereskommandos Ost (General Officer Commanding-in-Chief, Eastern Command) ab und behielt diese Verwendung bis November 1961, wonach im Januar 1962 General Roderick McLeod seine Nachfolge antrat. Zuletzt übernahm er im November 1965 von General Cecil Sugden den Posten als Generalquartiermeister des Heeres (Quartermaster-General to the Forces) und übte diese Verwendung bis zu seinem Eintritt in den Ruhestand im Januar 1965 aus, woraufhin General Charles Leslie Richardson sein dortiger Nachfolger wurde. In dieser Zeit fungierte er zugleich als Aide-de-camp von Königin Elisabeth II. und wurde am 2. Juni 1962 zum Knight Grand Cross des Order of the Bath (GCB) erhoben.
Am 5. August 1965 wurde Gerald William Lathbury, der auch Member des Order of the British Empire (MBE) war, Nachfolger von Alfred Dudley Ward als Gouverneur von Gibraltar. Er bekleidete das Amt bis März 1969 und wurde daraufhin von Varyl Begg abgelöst. Aus seiner Ehe mit Jean Thin ging die Tochter Virginia Catherine Lathbury hervor.